# Hörbergsgårdens museum
Hörbergsgårdens museum är ett friluftsmuseum på Ölandet i Pellinge i Borgå stad, som drivs av Pellinge hembygdsförening.
På museiområdet finns Hörbergsgården, ett hus från mitten av 1800-talet från Söderby i Pellinge. Byggnaden har två kamrar och en genomgångsförstuga. Den flyttades till hembygdsföreningens tomt på Ölandet 1963 och invigdes som museum 1972. Därutöver finns Mari Sjöbergs stuga från Söderby, Forsströms smedja från Rabbas, ett stall, en lada, ett fårhus och lotsen Nordströms strandbod. 
I museets samlingar finns donerade båtar samt en nybyggd notbåt och en nybyggd eka, båda efter traditionell lokal modell. Båtarna finns i en strandbod byggd av timmer från ett skeppsvrak och ligger vid Ölandets bro. Där finns också ett ankare från briggen Lea, som förliste år 1889 utanför Pellinge.